# Гралла
Гралла (нім. Gralla) — торгова громада в окрузі Лайбніц австрійської федеральної землі Штирія.

## Сусідні громади
| Лебрінг-Санкт-Маргаретен |              | Рагніц     |
| Тілльміч                 | Розташування |            |
| Лайбніц                  | Вагна        | Габерсдорф |